# Prayidae
Prayidae è una famiglia di invertebrati marini appartenenti all'ordine Siphonophora. Si tratta di organismi coloniali con una forma vagamente simile a quella di una medusa.

## Tassonomia
Questa famiglia è suddivisa in 3 sottofamiglie, per un totale di 13 generi:
- Amphicaryoninae
  - Amphicaryon Chun, 1888
  - Maresearsia Totton, 1954
- Nectopyramidinae
  - Nectadamas Pugh, 1992
  - Nectopyramis Bigelow, 1911
- Prayinae
  - Craseoa Pugh & Harbison, 1987
  - Desmophyes Haeckel, 1888
  - Gymnopraia Haddock, Dunn & Pugh, 2005
  - Lilyopsis Chun, 1885
  - Mistoprayina Pugh & Harbison, 1987
  - Praya Quoy & Gaimard, in de Blainville, 1834
  - Prayola Carré, C. 1969
  - Rosacea Quoy & Gaimard, 1827
  - Stephanophyes Chun, 1888